# Сизе Сент Обен
Сизе Сент Обен (фр. Cisai-Saint-Aubin) је насеље и општина у северној Француској у региону Доња Нормандија, у департману Орн која припада префектури Аржантан.
По подацима из 2011. године у општини је живело 190 становника, а густина насељености је износила 13,11 становника/km². Општина се простире на површини од 14,49 km². Налази се на средњој надморској висини од 228 метара (максималној 328 m, а минималној 199 m).

## Демографија
| 1962. | 1968. | 1975. | 1982. | 1990. | 1999. | 2011. |
| ----- | ----- | ----- | ----- | ----- | ----- | ----- |
| 226   | 230   | 185   | 184   | 175   | 175   | 190   |

График промене броја становника у току последњих година